# Улица Рахова (Саратов)
У́лица Ра́хова (с середины XIX века до 1940 Камыши́нская у́лица) — одна из центральных улиц Саратова. Проходит от 2-й Садовой улицы до  1-го Магнитного проезда.

## История
С середины XIX века улица Рахова называлась Камышинской улицей, в честь уездного города Камышин Саратовской губернии. Улица ограничивает с запада городские кварталы, определённые по генплану 1812 года. Далее регулярная планировка города меняет свой ритм — кварталы укрупняются, и практически исчезает сплошная каменная дореволюционная застройка. Широкая улица в 50 метров отделяла престижную жилую часть города, за пределами которой располагались мещанские и рабочие одноэтажные деревянные окраины, казённые и промышленные здания. Долгое время часть улицы называлась «бульвар Косича» в честь губернатора, по инициативе которого посредине улицы был разбит бульвар.
В январе 1940 года улица была переименована в улицу Рахова в честь лётчика, Героя Советского Союза Виктора Рахова, погибшего в бою с японскими захватчиками на реке Халхин-Гол в Монголии.

## Расположение
Улица начинается в районе Городского парка от 2-й Садовой улицы и идёт 800 метров на северо-восток перпендикулярно руслу ныне засыпанного Белоглинского оврага. Затем улица поворачивает на север и через 2900 метров упирается в русло Глебучева оврага в районе Зелёной улицы. За оврагом есть несколько домов (№ 258—266) до которых можно добраться только от 1-го Магнитного проезда.

## Аллея
Улица начинается от перекрёстка с 2-й Садовой улицей, сюда выходят ворота Городского парка им. Горького. От 2-й Садовой улицы до Весеннего проезда с одной стороны установлена ограда сквера на площади 1905 года. От Весеннего проезда и далее по всей длине улицы Рахова между двух полос движения автомобилей проложена аллея с дорожками для пешеходов (посередине), велосипедистов и собачников (по бокам). Дорожки разделены газонами, деревьями и кустами. Реконструкция аллеи проведена в 2016—2022 гг. (за исключением участка между улицами Соколовой и  Большой Горной).

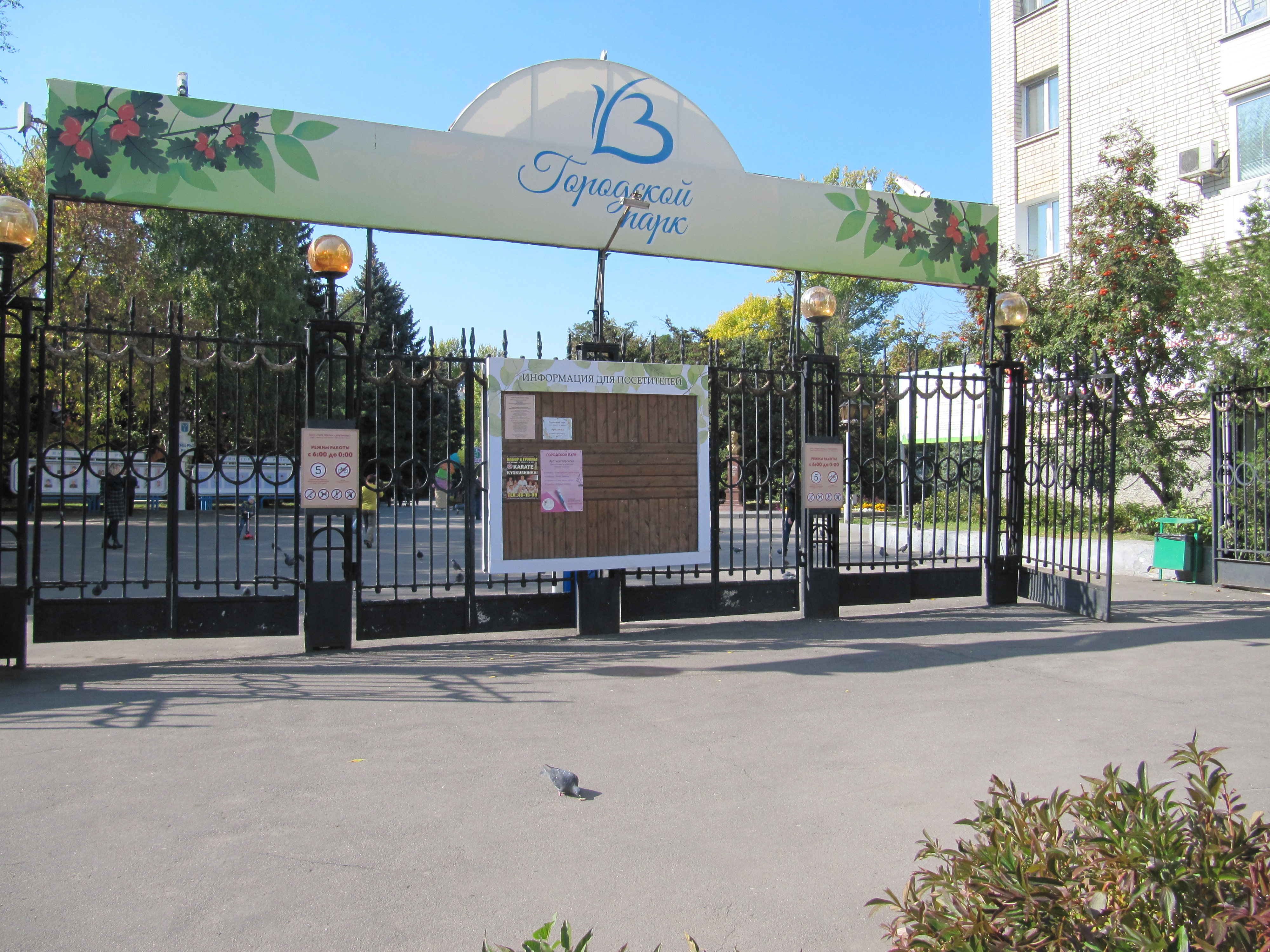
Ворота Горпарка ул. 2 Садовая
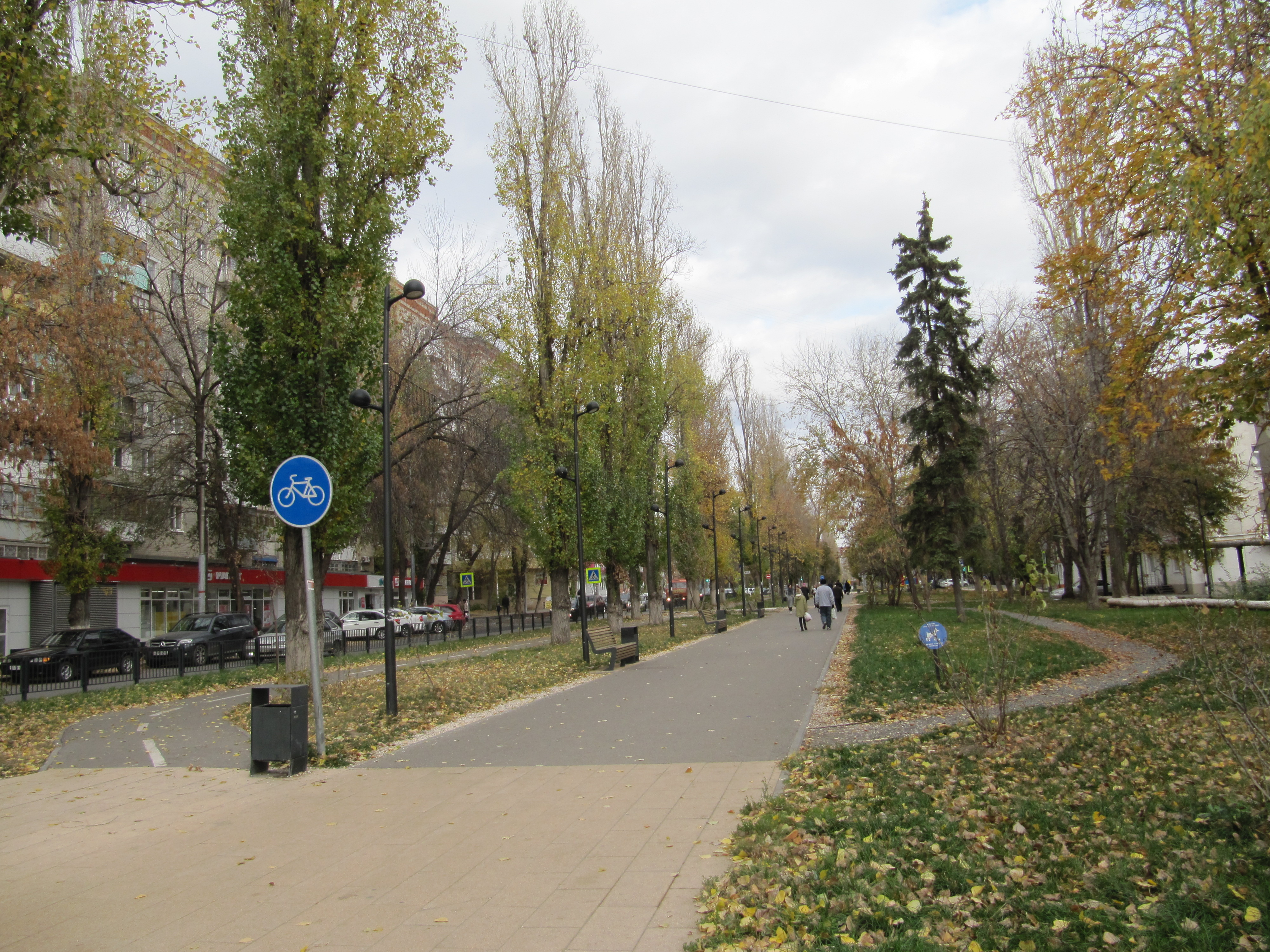
Рахова ул. угол Весенний проезд
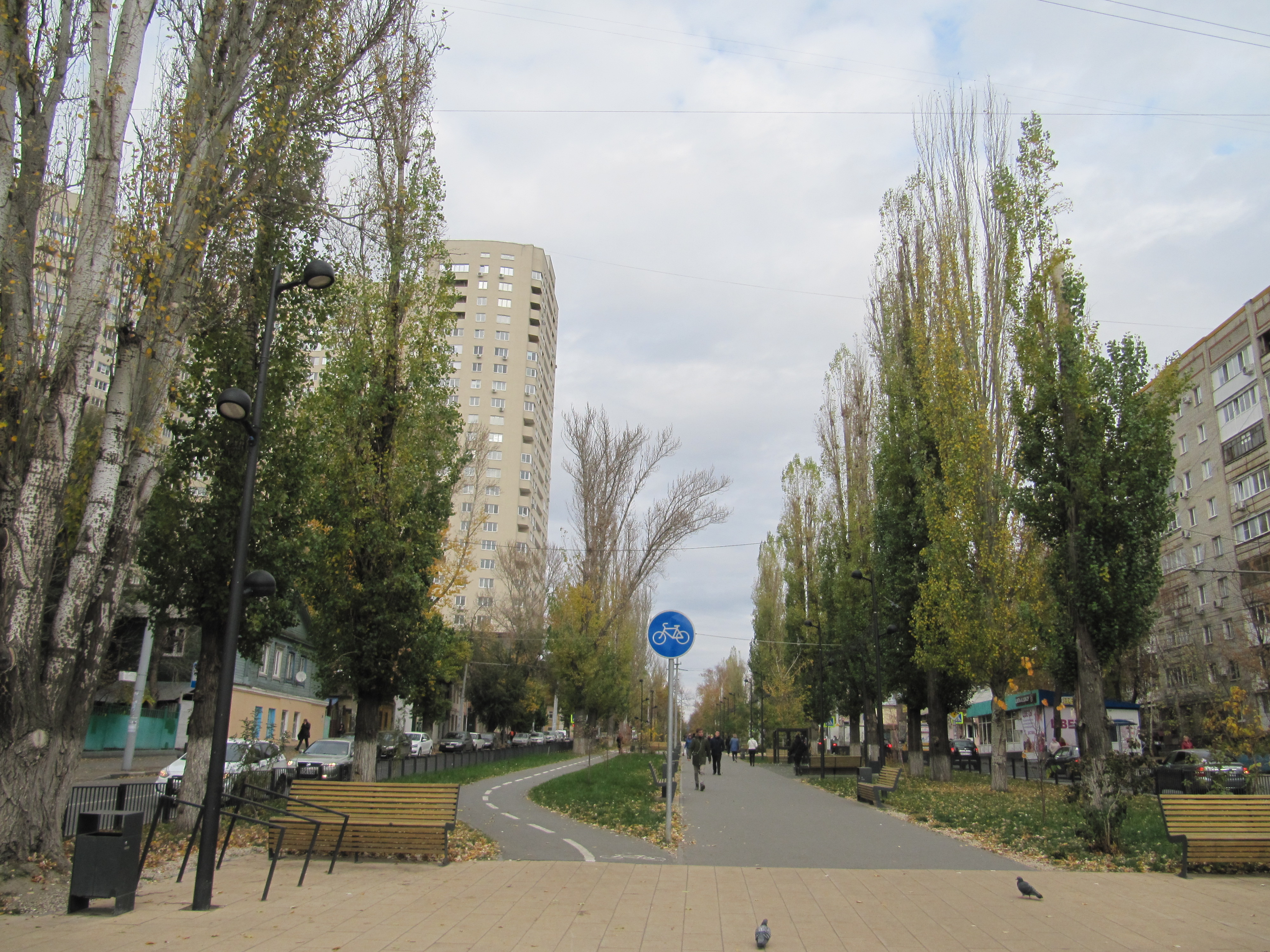
Рахова ул. угол ул. Рабочая
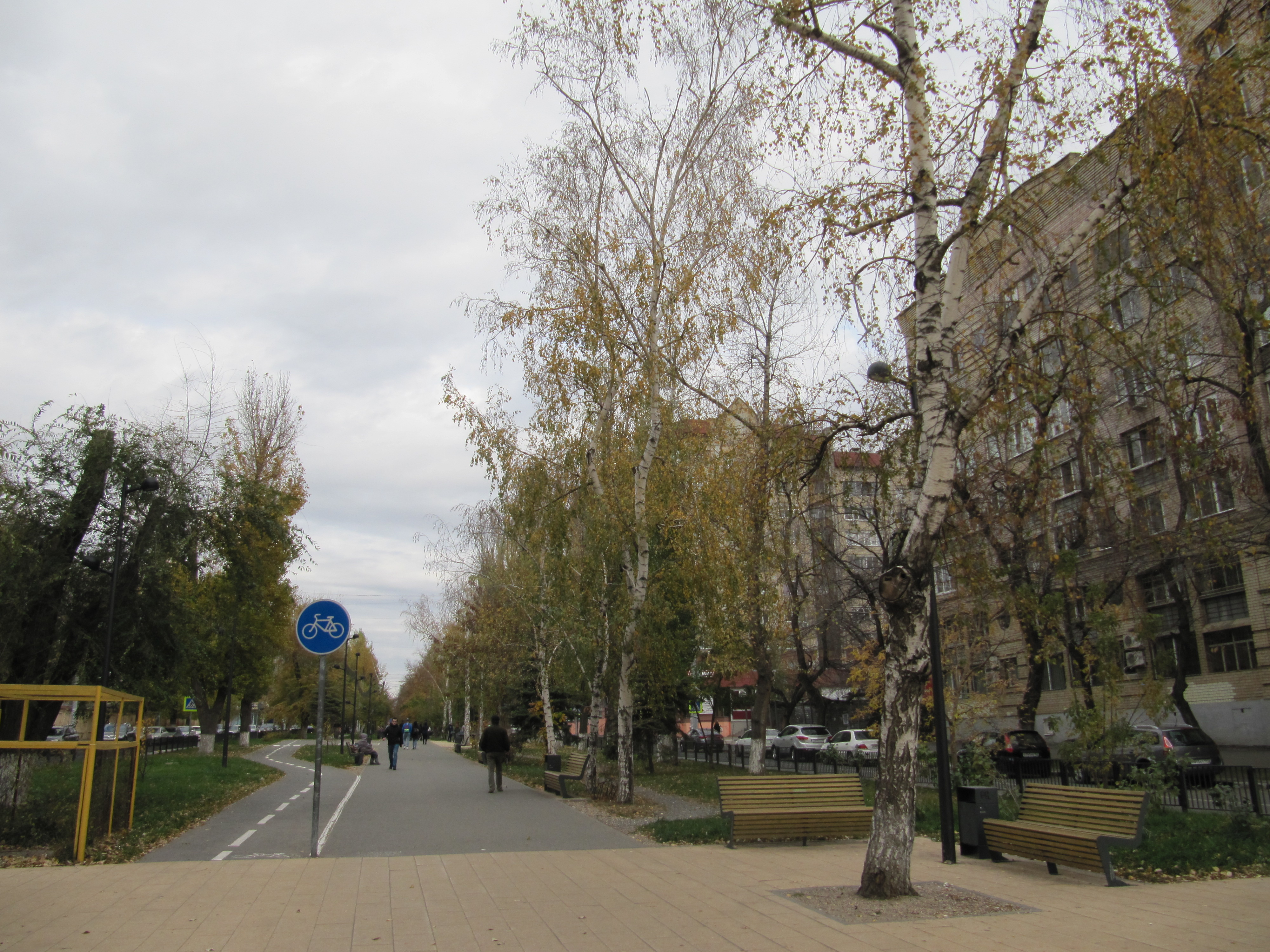
Рахова ул. угол ул. Мичурина

## Застройка
Камышинская улица начиналась на одной рабочей окраине, в районе «мест Очкина» (ныне Первомайский посёлок), и заканчивалась на другой окраине — 1-м Пугачёвском посёлке в Глебучевом овраге. Основной тип здания — это мещанский одноэтажный деревянный домик. Каменные двухэтажные дома встречались в основном по чётной (восточной) стороне от ул. Бахметьевской до ул. Зарубина. В подобном, практически неизменном, виде улица Рахова находилась до конца 1970-х годов, когда советские городские власти позволили кооперативное строительство в центральной части города. На красной линии улицы появилось полтора десятка типовых девятиэтажных коробок, во дворах которых по-прежнему теснятся одноэтажные домики бывших рабочих окраин. В последние годы на центральной части улицы появились «элитные» дома.
| Номер дома | Изображение | Описание |
| ---------- | ----------- | --- |
| 8          |             | Корпус № 1: Ансамбль жилых домов «Дома 8-го Марта» 1929—1933 гг. архитектор Плотников Г. Г. (угол ул. Новоузенская)    |
| 55/59      |             | ЖСК Монолит (угол ул. Белоглинская)                                                                                    |
| 89         |             | Госпиталь Саратовского гарнизона (Бывш. Духовное православное училище). Арх. A.M.Салько, 1883 г. (угол ул. Мичурина)   |
| 91         |             | Шахматный клуб Саратова (угол ул. Советская)                                                                           |
| 123        |             | ТК «Галерея Каштан». Новодел «по мотивам» памятника архитектуры — жилого дома 1880 годов. (угол ул. Вавилова Н. И., 6) |
| 138        |             | Усадьба Агарёвой А. А. Жилой дом 1910-е гг. (угол ул. Киселёва Ю. П., 73)                                              |
| 148        |             | Дом, в котором в 1905 г. заседал исполком Саратовского совета рабочих депутатов. Памятник истории.                     |
| 162/166    |             | «Элитный» жилой дом — каменный мешок.                                                                                  |
| 167        |             | Барельеф на стене бывшего станкостроительного завода. Ныне Рынок «Универсальный». (угол ул. Московская, 152)           |
| 195        |             | Лицей математики и информатики (бывшее Народное училище, Школа № 54, Средняя школа № 21) (угол ул. Посадского, 246)    |

## Памятники

Памятник Цицину Н.В. (угол ул. Вавилова)
Памятник Кирову С.М. (угол ул. Московская)

## Транспорт

Остановка Улица Рахова Саратов

На всём протяжении улица имеет двухстороннее движение с разделяющим бульваром. Ширина проезжих частей по 8 метров. Движение в одну — две полосы. Улица относится к районным магистралям, выполняя дублирующую функцию для параллельных улиц Астраханской и Чапаева. Наиболее загруженный участок от ул. Кутякова до ул. Советской.

### Троллейбус
На отрезке от ул. Вавилова до ул. Шелковичной:
- № 3 Театральная площадь — ул. Грибова (от ул. Мичурина)
- № 16 Ж.д. вокзал — ул. Грибова

### Маршрутное такси
На перекрёстке с ул. Кутякова расположены остановки следующих маршрутов (Легенда: м — маршрутное такси, т — трамвай, а — автобус):
- 11(т) — ул. Радищева (СГСЭУ) — пос. Солнечный
- 72(м) — ул. Соколовогорская — Ж.д. вокзал
- 73(м) — ул. М. Горького/ул. Б Горная — пос. Солнечный

На перекрёстке с ул. Вавилова расположены конечная или остановка следующих маршрутов:
- 5 — Смирновское ущелье (Областная больница)
- 23 — пос. Октябрьский (Агафоновка)
- 32 — Музейная площадь — Смирновское ущелье (Областная больница)
- 54 — Ж.д. вокзал — ул. Лермонтова (по маршруту троллейбуса № 2)
- 55 — пос. Комсомольский
- 56 — ул. Техническая (пос. СХИ) — ул. Грибова
- 58 — пос. Октябрьский (Агафоновка)
- 76 — Ж.д. вокзал — ул. Грибова (по маршруту троллейбуса № 16)
- 82 — Ж.д. вокзал — ул. Лермонтова (по маршруту троллейбуса № 2а)
- 93 — Предмостовая (Славянская) площадь — завод Строймаш (пос. Клининческий)
- 104 — пос. Жасминный, пос. Дачный (закрыт в 2010 году)